# Fulgence Muteba Mugalu
Fulgence Muteba Mugalu (* 9. Juli 1962 in Kongolo, Demokratische Republik Kongo) ist ein kongolesischer Geistlicher und römisch-katholischer Erzbischof von Lubumbashi.

## Leben
Fulgence Muteba Mugalu empfing am 5. August 1990 das Sakrament der Priesterweihe für das Bistum Kongolo.
Am 18. März 2005 ernannte ihn Papst Johannes Paul II. zum Bischof von Kilwa-Kasenga. Der Bischof von Kalemie-Kirungu, Dominique Kimpinde Amando, spendete ihm am 23. Juli desselben Jahres die Bischofsweihe; Mitkonsekratoren waren der Bischof von Kongolo, Jérôme Nday Kanyangu Lukundwe, und der Bischof von Kolwezi, Nestor Ngoy Katahwa.
Papst Franziskus ernannte ihn am 22. Mai 2021 zum Erzbischof von Lubumbashi. Die Amtseinführung fand am 10. Juli desselben Jahres statt.